# 日川村
日川村（ひかわむら）は山梨県東山梨郡にあった村。現在の山梨市の南端、重川と日川に挟まれた区域にあたる。

## 地理
- 河川：重川、日川

## 歴史
- 1875年（明治8年）6月 - 山梨郡中村・上栗原村・下栗原村・歌田村・一町田中村が合併して日川村となる。
- 1878年（明治11年）7月22日 - 郡区町村編制法の施行により、日川村が東山梨郡の所属となる。
- 1889年（明治22年）7月1日 - 町村制の施行により、日川村が単独で自治体を形成。
- 1947年（昭和22年）10月15日 - 昭和天皇が村内に行幸（昭和天皇の戦後巡幸）[1]。
- 1954年（昭和29年）7月1日 - 日下部町・加納岩町・山梨村・八幡村・岩手村・後屋敷村と合併して山梨市が発足。同日日川村廃止。